# Protosticta marenae
Protosticta marenae – gatunek ważki z rodziny Platystictidae.